# Demokratische Partei Moldaus
Die Demokratische Partei Moldaus (PDM, rumänisch Partidul Democrat din Moldova) ist eine Mitte-Links-Partei in der Republik Moldau. Die im Jahre 1997 gegründete PDM ist ein assoziiertes Mitglied der Sozialdemokratischen Partei Europas (SPE) und ein vollwertiges Mitglied der Sozialistischen Internationale.
Nach der Satzung unterstützt die Demokratische Partei die Republik Moldau als „unabhängigen, souveränen und demokratischen Rechtsstaat, der in die Familie der europäischen Demokratien integriert ist“.

## Geschichte
Die Demokratische Partei Moldaus wurde am 8. Februar 1997 mit dem Titel Bewegung für ein demokratisches und wohlhabendes Moldau gegründet. Am 17. Oktober 1998 wählte der Kongress die Parteiorgane und nahm die Satzung und das auf den Prinzipien der Sozialdemokratie basierte politische Programm an. Bei den Parlamentswahlen im März 1998 erhielt der auf der Grundlage der Bewegung erstellte Wahlblock – „Für ein demokratisches und prosperierendes Moldau“ – 18,64 % der Stimmen, beziehungsweise 24 von 101 Plätzen im Parlament, was ihm die Regierungsbeteiligung im Rahmen der „Allianz für Demokratie und Reform“ (ADR) ermöglichte. Dumitru Diacov, der Vorsitzende der Formation, wurde zum Sprecher der Legislative gewählt. Von 1997 bis Sommer 2009 war Diacov Parteivorsitzender und von 1997 bis 2001 auch Vorsitzender des Parlaments. Im Jahre 1999 wurde der Vertreter der „Bewegung für ein demokratisches und wohlhabendes Moldau“ Ion Sturza zum Regierungschef des Landes ernannt.

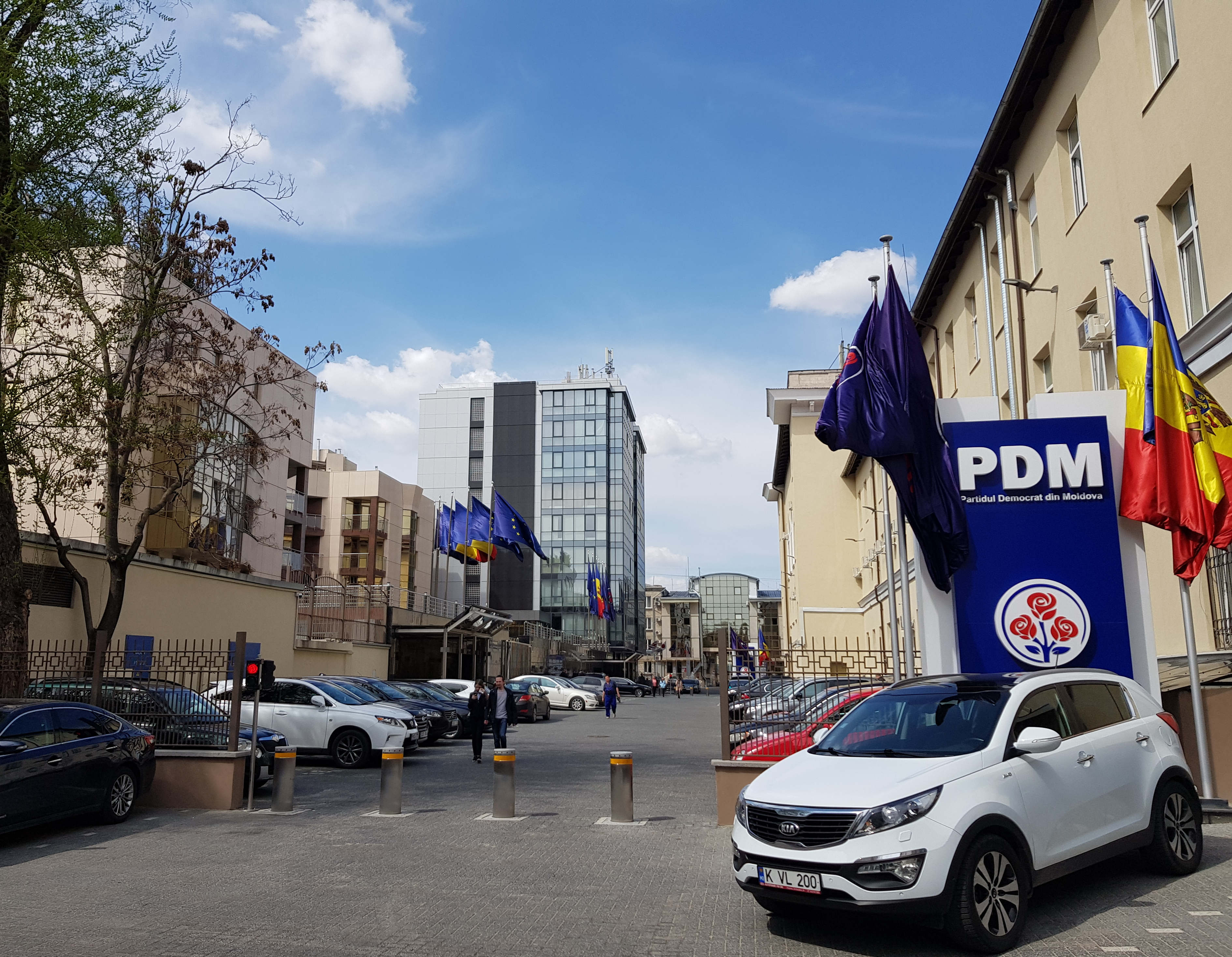
Das Parteihauptquartier in Chişinău, Strada București 90.

Auf dem Kongress am 15. April 2000 wurde die Bewegung für ein demokratisches und wohlhabendes Moldau in die Demokratische Partei Moldaus umbenannt. Bei den Parlamentswahlen 2001 erhielt die Partei 79.757 Stimmen (5,02 %), konnte jedoch die Wahlschwelle von 6 % nicht überwinden. Bei Kommunalwahlen am 25. Mai 2003 erreichte PDM jedoch ca. 8,3 % auf dem Land.
Der Parteitag am 22. November 2003 stellte neue Aufgaben an die Parteiarbeit. Eines der wichtigsten Dokumente, das auf dem Kongress angenommen wurde, war eine neue Version des politischen Programms, in der die Partei die unveränderliche Natur ihrer politischen Ziele und Prinzipien erklärt. Auf dem Kongress kündigte die Demokratische Partei ihre Absicht an, Mitglied der Sozialistischen Internationale zu werden und verabschiedete eine Resolution über die Beziehungen zwischen der Demokratischen Partei Moldaus und der Gewerkschaftsbewegung. Um die Wählererwartungen über die Konsolidierung der reformistischen und demokratischen Kräfte zu erfüllen, haben die Demokratische Partei Moldaus, die Allianz „Unser Moldau“ und die Sozial-liberale Partei (SLP) den Block „Demokratisches Moldau“ (BDM) geschaffen.
Nach den Parlamentswahlen am 6. März 2005 bekam der PDM acht Sitze im Parlament und war damit die einzige Partei, welche nach den verlorenen Wahlen 2001 ins Parlament zurückgekehrt ist. Nach dem Beitritt der Gruppe von Abgeordneten der SLP zur parlamentarischen Gruppe der PDM im Oktober 2007 vergrößerte sich die Zahl von demokratischen Abgeordneten auf 11, PDM wurde die dritte politische Kraft.
Nach der Fusion der Demokratischen Partei mit der Sozialliberalen Partei, die auf dem Kongress am 10. Februar 2008 stattfand, wurde erneut Dumitru Diacov zum Parteivorsitzenden gewählt. Als erster stellvertretender Vorsitzender wurde der ehemalige Führer der SLP Oleg Serebrian gewählt. Die PDM-Hymne wurde Beethovens Ode an die Freude, welche die pro-europäische Richtung und die Zugehörigkeit zum europäischen föderalistischen Trend symbolisiert. Am 19. Juli 2009 wählte der außerordentliche Kongress der PDM Marian Lupu zum Vorsitzenden der Partei.
Bei den Parlamentswahlen am 5. April 2009 erhielt die Demokratische Partei nur 2,97 % der Stimmen und blieb außerhalb des Parlaments.
Nach den Parlamentswahlen am 29. Juli 2009 erhielt die Demokratische Partei 13 Sitze und wurde bald einer der vier Mitglieder der Allianz für Europäische Integration (AEI), die eine Mehrheit im Parlament der Republik Moldau hatte. Marian Lupu, PDM-Vorsitzender, war der AEI-Kandidat für den Posten des Präsidenten der Republik Moldau bei den Wahlen am 10. November und 7. Dezember 2009, erhielt aber nicht die erforderliche Anzahl der Stimmen.
Bei den vorgezogenen Parlamentswahlen am 28. November 2010 erhielt die PDM 15 Sitze im Parlament und war damit eines der drei Mitglieder der AIE-2.
Im Mai 2013 bildete die PDM (15 Abgeordnete) zusammen mit der Liberal-Demokratischen Partei der Republik Moldau (LPDM) (31 Abgeordnete) und der liberalen Reformpartei (7 Mitglieder) eine neue regierende Allianz – die Pro-europäische Koalition.
Bei den Parlamentswahlen am 30. November 2014 erhielt die PDM 15,80 % der Stimmen und gewann 19 Sitze im Parlament. Nach den Wahlen bildeten die PDM und die LPDM (23 Sitze) eine Minderheitsregierung – die politische Allianz „Für ein europäisches Moldau“.
Seit 2009 ist die Demokratische Partei ein vollwertiges Mitglied der Sozialistischen Internationale. Von 2010 bis 2015 erhielt sie den Status eines Beobachtermitglieds der Sozialdemokratischen Partei Europas und im Juni 2015 wurde PDM assoziiertes Mitglied der Sozialdemokratischen Partei Europas.
Am 14. Januar 2016 wurde der von der PDM nominierte und von der neuen parlamentarischen Mehrheit unterstützte Pavel Filip Kandidat für das Amt des Premierministers.
Die von Pavel Filip gebildete Regierung wurde mit den Stimmen von 57 Abgeordneten gewählt: 20 – PDM-Fraktion, 13 – LP, 14 – ehemalige kommunistische Abgeordnete, 8 – LPDM und 2 ex-LPDM-Abgeordnete.
Der VIII. Kongress wurde nach der Sitzung des Politischen Rates der Demokratischen Partei am 10. Dezember 2016 einberufen, auf dem der Parteivorsitzende Marian Lupu seinen Rücktritt ankündigte.
Die Hauptaufgabe des VIII. Kongresses war die Wahl neuer Parteiorgane, die Verabschiedung von Änderungen in der Parteisatzung und die Festlegung neuer Aufgaben für die Modernisierung der Partei. Der Geschäftsmann Vladimir Plahotniuc wurde einstimmig auf dem Kongress zum Parteivorsitzenden gewählt. Er wolle sich auf die Modernisierung der politischen Bildung konzentrieren, so dass von der Partei die Interessen der Bürger anstatt geopolitischer Interessen vertreten werde. Die Delegierten des Kongresses wählten Pavel Filip zum ersten stellvertretenden PDM-Vorsitzenden, stimmten für die Liste des neuen Nationalen Politischen Rates und verabschiedeten eine neue Version der Parteisatzung.
Nach Angaben der Organisatoren nahmen rund 1000 Delegierte aus allen Regionen des Landes und Gäste aus dem Ausland an dem Kongress teil.
Am 10. März 2017 haben sich 14 ehemalige kommunistische Abgeordneten, die mit der PDM der sozialdemokratische Plattform „Für Moldau“ gebildet haben, der Parlamentarischen Fraktion der Demokratischen Partei Moldaus angeschlossen. Der Führer der parlamentarischen Fraktion des Demokraten Marian Lupu sagte bei einem Briefing, dass die Entscheidung der 14 Abgeordneten ein Schritt sei, der zur Konsolidierung der parlamentarischen Mehrheitsfraktion führen werde. Die PDM wurde die größte Fraktion im Parlament.

## PDM-Kongresse
| Kongress | Datum             | Entscheidungen/Ergebnisse |
| --- | ----------------- | --- |
| Kongress für die Errichtung der sozialpolitischen Bewegung „Für ein demokratisches und wohlhabendes Moldau“ | 8. Februar 1997   | - Dumitru Diacov wurde zum Präsidenten gewählt; - das Programm der sozialpolitischen Bewegung „Für ein demokratisches und wohlhabendes Moldau“ wurde verabschiedet. |
| Der erste Kongress der MpMDP                                                                                | 17. Oktober 1998  | - Dumitru Diacov wurde zum Präsidenten wiedergewählt; - der Verwaltungsrat wurde gewählt. |
| Der zweite Kongress der MpMDP                                                                               | 15. April 2000    | - Die MpMDP wurde in die Demokratische Partei der Republik Moldau (PDM) umstrukturiert; - die Leitungsgremien wurden gewählt; - die Änderungsanträge zum Statut der Partei wurden akzeptiert; - das politische und wirtschaftliche Programm der PDM wurde verabschiedet; - Dumitru Diacov wurde erneut zum Präsidenten gewählt. |
| Der dritte Kongress der PDM                                                                                 | 22. November 2003 | - Die Organisations- und Informationsressoursen der PDM wurden mobilisiert, um das Überschreiten der Wahlschwelle zu gewährleisten; - Die Änderungen des PDM-Statuts wurden akzeptiert. |
| Der vierte Kongress der PDM                                                                                 | 3. Juli 2005      | - Die Struktur der Parteileitung wurde bestätigt; - Dumitru Diacov wurde zum Präsidenten wiedergewählt. |
| Der fünfte Kongress der PDM                                                                                 | 10. Februar 2008  | - die Sozial-Liberale Partei wurde mit der Demokratischen Partei der Moldau unter dem Namen „die Demokratische Partei der Moldau“ zusammengeschlossen; - das politische Zentrum der Republik Moldau wurde im Rahmen der Vorbereitungen auf die Parlamentswahlen 2009 konsolidiert; - die neue Parteiführung wurde gewählt: Dumitru Diacov wurde zum Vorsitzenden der vereinigten Partei gewählt, Oleg Serebrian – der erste stellvertretende Vorsitzende der PDM, Oazu Nantoi, Valentina Buliga, Igor Klipii, Valentina Stratan und Dumitru Ivanov wurden zu den Vizepräsidenten der PDM-Partei gewählt, Oleg Ţulea, der Leiter der Jugendorganisation der Demokratischen Partei, wurde zum Parteileiter ernannt; |
| Der außerordentliche sechste Kongress der PDM                                                               | 19. Juli 2009     | - Die Änderungen des Parteistatuts wurden vorgestellt; - Marian Lupu wurde zum Präsidenten gewählt. - Dumitru Diacov wurde zum Ehrenpräsidenten der Partei gewählt. - Oleg Serebrian behielt seine Position des ersten Vizepräsidenten; - Valeriu Lazar (der ehemalige Minister für Wirtschaft und Handel) wurde zum Generalsekretär gewählt; - es wurden die Vizepräsidenten Igor Corman, Oleg Tulea, Oazu Nantoi, Valentina Stratan, Igor Klipii und Valentina Buliga ernannt; - die PCRM- und PSD-Mitglieder (von den regionalen Organisationen der PSD – Glodeni, Balti, Anenii Noi) sind der PDM beigetreten; - Valeriu Plesca, der Vorsitzende der sozialpolitischen Bewegung „Forţa Nouă“, gab bekannt, die Bewegung werde die PDM bei den Wahlen vom 29. April 2009, unterstützen und später der PDM beitreten. |
| Der siebte Kongress der PDM                                                                                 | 16. Juni 2012     | - Es wurden die Maßnahmen ergriffen, um die PDM im bestehenden politischen Kontext zu modernisieren und die neuen Leitungsorgane der Partei auszuwählen; - Marian Lupu wurde zum Präsidenten wiedergewählt; - Vladimir Plahotniuc wurde zum ersten Vizepräsidenten gewählt; - der Nationale Politische Rat der Partei, die Nationale Zensorkommission sowie die Ethik- und Schiedskommission wurden gewählt; - die gesetzlichen Dokumente der neuen PDM, einschließlich des Statuts und der politischen Lehre, wurden genehmigt. |
| Der achte Kongress der PDM                                                                                  | 24. Dezember 2016 | - Der Parteileiter Marian Lupu kündigte seinen Rücktritt von der Position des PDM-Vorsitzenden an; - Vladimir Plahotniuc wurde zum Präsidenten gewählt; - Pavel Filip wurde zum ersten Vizepräsidenten gewählt; - die Liste des neuen Nationalen Politischen Rates wurde gewählt; - die neue Fassung des Parteienstatuts wurde genehmigt. |
| Der neunte Kongress der DPM                                                                                 | 7. September 2019 | - Pavel Filip wurde neuer Präsident von DPM; - Alexandru Jizdan wurde zum Generalsekretär von DPM gewählt; - die politische Erklärung und die Resolution des Kongresses wurden verabschiedet; - die Liste des neuen Nationalen Politischen Rates wurde gewählt; - die Änderungen der Satzung wurden genehmigt. |

## Lehre und Logo
Die PDM-Doktrin basiert auf den Prinzipien der Sozialdemokratie. Seine Hauptwerte sind: Gleichheit, damit alle Menschen ihr Potenzial unter fairen Bedingungen verwirklichen können; Solidarität, damit alle Menschen alles Notwendige für ein menschenwürdiges Leben und Freiheit erhalten, damit jeder sein eigenes persönliches Lebensprojekt aufbauen kann.
Das Logo der Demokratischen Partei Moldaus besteht aus drei Rosen, die aus einem einzigen Stamm wachsen und von einem Halbkreis gekrönt sind.

## Organisation und Mitglieder der PDM
Der Nationale politische Rat der PDM ist das Leitungsorgan der Partei zwischen den Kongressen. Ein Treffen des Nationalen politischen Rates wird nicht weniger als zweimal im Jahr vom Vorsitzenden der PDM oder auf Antrag von mindestens einem Drittel der Mitglieder des Nationalen politischen Rates einberufen. Der Nationale politische Rat der PDM wird vom Kongress für eine Amtszeit von vier Jahren gewählt, deren Anzahl durch die Entscheidung der PDM-Kongresses bestimmt wird. Der politische Rat ist ein Vertreter von Mitgliedern aus allen Regionen des Landes, der die Achtung und Einhaltung der Befugnisse der PDM-Mitglieder gewährleistet.
Der Exekutivrat der Demokratischen Partei ist das Exekutiv- und Leitungsorgan der Demokratischen Partei, der ihre Tätigkeit zwischen den Sitzungen des Nationalen politischen Rates koordiniert. Er wird für einen Zeitraum von vier Jahren mit 31 Mitgliedern gewählt. Das ständige Büro ist ein operatives analytisches Organ der PDM zwischen den Sitzungen des Exekutivrates und des Nationalen politischen Rates und tritt wöchentlich oder auf Anfrage der PDM-Vorsitzenden zusammen. Das ständige Büro der PDM vereint den Vorsitzenden, den ersten Vize-Vorsitzenden, den Ehrenvorsitzenden, die Vizepräsidenten und den Generalsekretär der PDM. Dieses Organ ist von den Parteimitgliedern ermächtigt, Entscheidungen über die täglichen politischen PDM-Aktivitäten unter Berücksichtigung des einmütigen Wunsches von Parteimitgliedern zu analysieren und zu treffen: Die Demokratische Partei soll den Lebensstandard vieler Menschen im modernen und vereinten Moldawien verbessern.
Die Struktur der PDM umfasst die Frauenorganisation, die Demokratische Jugend, die Organisation der Älteren „Schatz der Nation“ und die lokalen Wähler. Die Frauenorganisation ist die stärkste, aktivste und repräsentativste Frauenparteiorganisation in Moldawien.
Die Anzahl der Parteimitglieder beträgt cira. 54.200 (07/2018).

## Parteivorstand
- Pavel Filip – Vorsitzender der PDM; Mitglied des Parlaments
- Dumitru Diacov – Ehrenvorsitzender; Präsident der PDM-Fraktion im Parlament
- Alexandru Jizdan – DPM Generalsekretär; Mitglied des Parlaments

## Ziele
Die PDM zielt darauf ab, die folgenden politischen Ziele im Einklang mit ihren Grundwerten und den Anforderungen für eine nachhaltige und langfristige Entwicklung der Republik Moldau zu erreichen:
1. Stärkung der Verfassungsordnung des Landes, die Achtung der politischen, wirtschaftlichen und sozialen Menschenrechte in Übereinstimmung mit der Allgemeinen Erklärung der Menschenrechte, der Europäischen Menschenrechtskonvention und anderen Akten des Völkerrechts;
2. Einrichtung und Anerkennung der bürgerlichen Nation in der Republik Moldau im Einklang mit dem Prinzip „Wir sind alle Bürger von Moldawien als Bürger der Republik Moldau“, während das Recht jedes Bürgers auf ethnische Identität zu respektieren.
3. Die friedliche Fertigstellung der territorialen Reintegrationsprozesse von der Republik Moldau durch die politischen Entscheidungen;
4. Dem Staat eine aktive soziale Rolle zu geben, die durch starke Institutionen zur Macht des Gleichgewichts in der Gesellschaft wird. Der Staat sollte dafür sorgen, dass das Gemeinwohl gewährleistet wird, Ziele von gemeinsamem Interesse erreicht werden und Gerechtigkeit und Solidarität in der Gesellschaft gefördert werden. Die Anzeichen für die starken öffentlichen Institutionen sind gute Regierungsführung, Recht und Transparenz;
5. Reform und Modernisierung der lokalen und zentralen öffentlichen Verwaltung, deren Aktivitäten mit den Interessen des Landes und in den Dienst der Bürger zusammenhängen müssen;
6. Die Umsetzung in der Republik Moldau des Konzepts eines starken sozialen Staates, die für den Schutz gegen soziale Risiken, im wirtschaftlichen und sozialen Wohlergehen ihrer Bürger mit besonderem Augenmerk auf Bildung, Forschung, Innovation, Kultur und Achtung der nationalen Werte eine Schlüsselrolle spielt;
7. Gewährleistung des Rechts der Bürger auf Arbeit und das Recht, ihre Zukunft unter den Bedingungen der wirtschaftlichen und sozialen Sicherheit zu gestalten. In diesem Zusammenhang äußert die Demokratische Partei die Meinung, dass der Staat in Bürgern investieren und zur Schaffung von gut bezahlten Arbeitsplätzen und kontinuierlichen Ausbildung der Bürger beitragen muss;
8. Erstellung eines angemessenen Umverteilungssystems des Aufkommens an Staatseinnahmen, dessen Ziel menschenwürdige Lebensbedingungen für Menschen, die nicht arbeiten können (Kinder, ältere Menschen, Behinderte, und so weiter) sein soll. Es ist notwendig, die Ressourcen der Gesellschaft zu entwickeln und zu nutzen, um gleiche Rechte jeder Person sicherzustellen und die Möglichkeit zu geben, ihr eigenes Schicksal zu schaffen, wirtschaftliche Unterschiede zu verringern, Armut zu bekämpfen und soziale Gerechtigkeit zu gewährleisten;
9. Entwicklung der optimalen Kombination von Sozialschutzprogramme für benachteiligte Gruppen, die eine wichtige Rolle bei der Entwicklung und Umsetzung von Maßnahmen zur sozialen Eingliederung und die Beschäftigung von Menschen mit Behinderungen spielen;
10. Schaffung wirksamer öffentlicher Gesundheits- und Bildungssysteme, die für jeden Bürger zugänglich sind, unabhängig von den ihm zur Verfügung stehenden finanziellen Mitteln;
11. Diversifikation und Entwicklung moderner Ausbildungs- und Selbstbestätigungsprogramme für die Jugend zusammen mit der auf dem Konzept von „aktivem Altern“ basierten Politik;
12. Gewährleistung des Rechts auf Privateigentum und freien und fairen Wettbewerb aufgrund der Marktwirtschaft, der Menschenwürde und der Sicherheit. Das Privateigentum ist ein wirtschaftlicher Ausdruck der freien Initiative eines Bürgers und ein wesentlicher Faktor des gesamtwirtschaftlichen Fortschrittes, des individuellen und allgemeinen Wohlergehens;
13. Verstärkung der repräsentativen Demokratie, um das Ansehen der Institutionen zu erhöhen und den Bürgern das Recht zu schaffen, frei ihre Meinung zu äußern und in den Entscheidungsprozessen teilzunehmen;
14. Die Achtung der grundlegenden Menschenrechte und Freiheiten, das Recht auf kulturelle, sprachliche, religiöse und ethnische Identität der Bürger der Republik Moldau. Wir zielen darauf ab, Extremismus jeglicher Art, Rassismus, Chauvinismus, der ethnischen oder territorialen Separatismus zu kämpfen und zu verurteilen;
15. Gewährleistung von gleichen Möglichkeiten für Männer und Frauen, Anerkennung der Rolle der Frau in der Familie und in der moldauischen Gesellschaft, Unterstützung und Förderung der Geschlechtergleichheit in den Entscheidungsstrukturen der Partei und des Staates;
16. Entwicklung eines gerechten Steuersystems, das Sicherheit gewährleistet und dazu beiträgt, die sozialen Spannungen zu verringern und die wirtschaftliche Entwicklung zu fördern;
17. Durchführung von Wirtschaftspolitik, die auf ein nachhaltiges und einheitliches Wirtschaftswachstum im ganzen Land auf der Grundlage von Innovation, Produktivität und Wettbewerbsfähigkeit abzielt; Schaffung der Bedingungen für die Erzielung von Haushaltseinnahmen auf allen Ebenen, die dafür ausreichen, die Umsetzung der Sozialpolitik und das Wohlergehen der Bevölkerung sicherzustellen;
18. Entwicklung einer wettbewerbsfähigen gemischten Wirtschaft, die ein dynamisches privates System, einen wirksamen öffentlichen Sektor und ein qualitativ hochwertiges und erschwingliches System öffentlicher Dienstleistungen für die Bürger verbindet. Die Kombination der Anstrengungen dieser Sektoren, unter anderem durch die Anwendung des Konzepts der öffentlich-privaten Partnerschaft;
19. Einführung des Prinzips der nachhaltigen Entwicklung, das auch den aktuellen Bedürfnissen entspricht. Erhaltung der Umwelt, die von menschlichen Aktivitäten, Risiken des Klimawandels und dem Verlust der Biodiversität bedroht ist. Der Staat muss auf die aktuellen Bedürfnisse der Gesellschaft so reagieren, dass die Zukunft der neuen Generationen nicht beeinträchtigt wird;
20. Stärkung des verfassungsmäßigen Status der permanenten Neutralität;
21. Förderung einer ausgewogenen Außenpolitik, die das Image und die Interessen der Republik Moldau im regionalen und globalen Kontext durch die Integration in die Europäische Union und die Entwicklung der Zusammenarbeit mit den GUS-Staaten sichert.

Da Parteimotto lautet: Die Demokratische Partei Moldaus schaut in die Zukunft.

## Wahlergebnisse

### Parlamentswahlen
| Jahr       | Stimmen | Stimmenanteil, % | Erhaltene Mandate | +/-  |
| 1998       | 294.691 | 18,2             | 24/101            |      |
| 2001       | 79.757  | 5,0              | 0/101             | ▼ 24 |
| 2005*      | 444.377 | 28,5             | 8/101             | ▲ 8  |
| April 2009 | 45.698  | 3,0              | 0/101             | ▼ 8  |
| Juli 2009  | 198.268 | 12,5             | 13/101            | ▲ 13 |
| 2010       | 218.620 | 12,7             | 15/101            | ▲ 2  |
| 2014       | 252.489 | 15,80            | 19/101            | ▲ 4  |
| 2019       | 334.544 | 23,62            | 30/101            | ▲ 11 |
| 2021       | 26.545  | 1,81             | 0/101             | ▼ 30 |

* Im Jahr 2005 nahm PDM an den Wahlen mit dem Bündnis „Moldova Noastră“ und der Sozialliberalen Partei innerhalb des Demokratischen Moldova-Blocks teil.
Im Jahr 2018 bildet PDM mit 42 Mandaten die größte parlamentarische Fraktion im Parlament der Republik Moldau.

### Kommunalwahlen

#### Bezirks- und Gemeinderäte
| Jahr | Stimmen | Stimmenanteil, % | Erhaltene Mandate |
| 2007 | 112,242 | 9.7              | 117/1103          |
| 2011 | 212,504 | 15.4             | 226/1120          |
| 2015 | 226,661 | 17.6             | 259/1116          |
| 2019 | 177,811 | 16.53            | 238/1108          |

Hinweis: Im Jahr 2017 betrug die Anzahl der Vertreter in Führungspositionen 31 Personen (Vorsitzende und stellvertretende Vorsitzende der Bezirke).

#### Stadt- und Landräte
| Jahr | Stimmen | Stimmenanteil, % | Erhaltene Mandate |
| 2007 | 105,888 | 10.5             | 1155/10621        |
| 2011 | 209,284 | 18.8             | 2663/10630        |
| 2015 | 232,460 | 21.9             | 2810/10564        |

#### Bürgermeister
| Jahr | Bürgermeister | % der Gesamtzahl | Erhaltene Mandate |
| 2007 | 74            | 8.2              | 74/895            |
| 2011 | 220           | 24.5             | 220/898           |
| 2015 | 287           | 32.0             | 287/898           |
| 2017 | 396           | 44               | 396/898           |
| 2019 | 261           | 29.0             | 261/898           |

## Internationale Zugehörigkeit
Die Demokratische Partei Moldaus ist beratendes Mitglied der Sozialistischen Internationale (seit 1. Juli 2008) und arbeitet mit der Sozialdemokratischen Partei Europas und mit den Parteien der sozialdemokratischen und sozial-liberalen Orientierungen anderer Länder zusammen.
Im Juni 2018 wurde die Demokratische Partei Moldawiens formell in der sozialdemokratischen Fraktion der Parlamentarischen Versammlung der Organisation für Sicherheit und Zusammenarbeit in Europa aufgenommen.